# ویتین د رویینس
ویتین د رویینس (انگلیسی: Within the Ruins) یک گروه موسیقی متال‌کور آمریکایی از وستفیلد، ماساچوست است که از سال ۲۰۰۳ آغاز به کار کرد.